# Boffalora d'Adda
Boffalora d'Adda é uma comuna italiana da região da Lombardia, província de Lodi, com cerca de 1.042 habitantes. Estende-se por uma área de 8 km², tendo uma densidade populacional de 130 hab/km².
Faz fronteira com Zelo Buon Persico, Spino d'Adda (CR), Dovera (CR), Galgagnano, Lodi, Montanaso Lombardo e é a ultima cidadezinha antes da provìncia de Cremona, non camnho para leste.

## Demografia
| Variação demográfica do município entre 1861 e 2011                               |
|                                                                                   |
| Fonte: Istituto Nazionale di Statistica (ISTAT) - Elaboração gráfica da Wikipedia |